# اجناد الشام
اجناد الشام یک گروه اسلامگرا در سوریه است که مشغول نبرد در جنگ داخلی سوریه می باشد این گروه در ۲۴ مارس ۲۰۱۵ وارد شورای جیش الفتح شد. 